# Едінбург (Нью-Йорк)
Едінбург (англ. Edinburg) — місто (англ. town) в США, в окрузі Саратога штату Нью-Йорк. Населення — 1333 особи (2020).

## Демографія
Згідно з переписом 2010 року, у місті мешкало 1214 осіб у 547 домогосподарствах у складі 351 родини. Було 1865 помешкань
Расовий склад населення:
| - 98,8 % — білих - 0,2 % — корінних американців - 0,1 % — чорних або афроамериканців - 0,1 % — азіатів |

До двох чи більше рас належало 0,8 %. Частка іспаномовних становила 0,4 % від усіх жителів.
За віковим діапазоном населення розподілялося таким чином: 15,9 % — особи молодші 18 років, 63,3 % — особи у віці 18—64 років, 20,8 % — особи у віці 65 років та старші. Медіана віку мешканця становила 49,2 року. На 100 осіб жіночої статі у місті припадало 106,5 чоловіків;  на 100 жінок у віці від 18 років та старших — 105,4 чоловіків також старших 18 років.
Середній дохід на одне домашнє господарство  становив 72 048 доларів США (медіана — 58 352), а середній дохід на одну сім'ю — 76 554 долари (медіана — 60 500). Медіана доходів становила 46 250 доларів для чоловіків та 27 332 долари для жінок. За межею бідності перебувало 7,4 % осіб, у тому числі 4,5 % дітей у віці до 18 років та 3,9 % осіб у віці 65 років та старших.
Цивільне працевлаштоване населення становило 672 особи. Основні галузі зайнятості: освіта, охорона здоров'я та соціальна допомога — 31,0 %, мистецтво, розваги та відпочинок — 12,8 %, роздрібна торгівля — 11,2 %, будівництво — 11,0 %.